# جهاز المخابرات الليبية

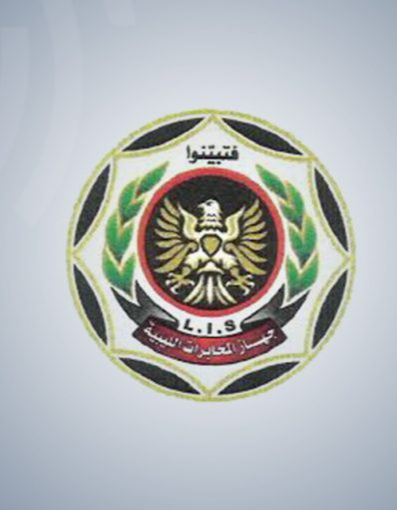

 المخابرات الليبية  هو جهاز مخابرات  مسؤول بجمع وتوفير المعلومات الاستخبارتية ذات الصلة بالأمن القومي والمصالح الوطنية الليبية. على الصعيدين المحلي والدولي يعد الجهاز جزءًا من شبكة الاستخبارات الليبية الي جنب الأستخبارات العسكرية و جهاز الأمن الداخلي الليبي وكان اسمه سابقا جهاز الامن الخارجي خلال حُكم معمر القذافي. خلال الحرب الأهلية الليبية؛ اعتُقل مدير الوكالة السابق السيد أبو زيد عمر دوردة على يدِ قوات الثوار الليبيين وقد كان عبدالله السنوسي هو اخر رئيس للجهاز قبل سقوط معمر القدافي تتبع الوكالة في الوقت الحالي الى رئاسة المجلس الرئاسي (ليبيا).
يترأس الجهاز حسين العائب .

## الخليفة
تركزت خدمة وكالات الاستخبارات في التالي:
- حماية الأمن الخارجي
- حماية الأمن الداخلي
- الإشراف على المديرية العامة للاستخبارات العسكرية

## العمليات
- اتهمت المخابرات الليبية بقتل والتجسس على المنشقين الليبيين في الخارج وكذلك محاولة القيام بانقلابات عسكرية على حكومة القذافي.

- - انشاء جميعة الدعوة الاسلامية التي تبلغ ميزانيتها السنوية 500 مليون دولار في افريقيا وحدها وأنشأت اكتر من 20 مركز كبير في دول افريقية مختلفة وتكون مهمتها البحت عن اليتامي ودعوتهم للدخول الاسلام مقابل توفير لهم فرص عمل ومنحهم الجنسية الليبية فيوافقون مباشرة بدون تفكير , وللعلم تنشط هذه المنظمة الاستخباراتية في دول شرق اسيا.

- - ساهمت في قلب عدة أنظمة حكم في أفريقيا.

اتهمت بالقيام بثلاث عمليات في الغرب وهي:
- قامت بأرسال الأسلحة ألي الجيش الجمهوري الايرلندي المتمردة الذي حارب البريطانيين

- تفجير ملهى برلين 1986 - في 5 أبريل 1986، حيث قام عملاء للمخابرات الليبية بزرع قنبلة في ملهى ليلي كان به جنود أمريكين في برلين الغربية، مما تتسبب في مقتل ثلاث جنود، إمرأة تركية، واصابة 50 جندي و180 مدني.
- الرحلة پان أميركا 103، - في 21 ديسمبر 1988، قام عملاء للمخابرات الليبية بزرع قنبلة على متن الرحلة 103 التابعة لخطوط طيران پان أميركا، والتي سقططت فوق لوكربي، إسكتلندا. قُتل في الحادث 270 شخص. كانت هذه العملية رد على الدعم البريطاني للولايات المتحدة في الهجوم على ليبيا.
- يو تي إيه الرحلة 772 - في 19 سبتمبر 1989، قام عملاء للمخابرات الليبية بزرع قنبلة على متن طائرة الركاب الفرنسية بعد وقت قصير من إقلاعها من مطار نجامينا الدولي، مما تسبب في مقتل 170 شخص. كان الهجوم رداً على الدعم الفرنسي لتشاد أثناء النزاع التشادي الليبي.

.

## وصلات خارجية
- Libyan Intelligence from GlobalSecurity.org

https://www.218tv.net/%D8%AD%D9%82%D9%8A%D9%82%D8%A9-%D8%A3%D8%A8%D9%88-%D8%AD%D9%81%D8%B5-%D8%A7%D9%84%D8%A5%D8%B3%D8%B1%D8%A7%D8%A6%D9%8A%D9%84%D9%8A-%D8%AA%D9%81%D8%A7%D8%B5%D9%8A%D9%84-%D8%A7%D9%84%D8%AD%D9%83/
https://www.aljazeera.net/news/2010/8/9/%D9%84%D9%8A%D8%A8%D9%8A%D8%A7-%D8%AA%D9%81%D8%B1%D8%AC-%D8%B9%D9%86-%D8%AC%D8%A7%D8%B3%D9%88%D8%B3-%D8%A5%D8%B3%D8%B1%D8%A7%D8%A6%D9%8A%D9%84%D9%8A